# Rzepiska (powiat kartuski)
Rzepiska (kaszub. Rzepiska) – osada w Polsce, w województwie pomorskim, w powiecie kartuskim, w gminie Stężyca.
Miejscowość leży na obszarze Pojezierza Kaszubskiego. Wchodzi w skład sołectwa Niesiołowice.
Do 2023 miejscowość była częścią wsi Niesiołowice.
W latach 1975–1998 Rzepiska położone były w województwie gdańskim.
Rzepiska 31 grudnia 2011 r. miały 48 stałych mieszkańców.